# CISV Magyarország
A Childrens' International Summer Villages Gyermek Alapítvány a nemzetközi CISV szervezet 1989-ben alapított magyarországi partnerszervezete, amelynek célja, hogy a békére nevelés (peace education) útján keresztül egy jobb világ jöjjön létre. A CISV által szervezett táborokon és képzéseken a kulturális sokszínűség fontosságát ismerhetik meg a résztvevők. A szervezet célja, hogy a berögzült társadalmi normákat fellazítva segítsen egy békésebb világ létrejöttében. 

## Célok és működés
Az 1989 óta működő szervezetnek eddigi programjain 1400-nál több, legfőképpen magyar, gyermek és felnőtt vett részt. A legelső tábort 2000-ben szervezték, azóta az önkéntesek évente táboroztatnak. A táborban külföldi és magyar gyerekek megismerkedhetnek egymással és ezzel nemzetközi barátságokat is köthetnek. A programok kialakításánál a szervezet céljait ismertetik meg a táborozókkal, ezek közül a legfontosabbak a nemzetek és a népek közötti béke, a toleranciára való nevelés, a nyelvi és kulturális korlátok lebontása és a személyes fejlődés elősegítése. 
Az alapítvány működését a Vezetőség koordinálja, amelynek minden tagja egyenlőként vesz részt és alakítja az alapítvány működését. 